# Borduren

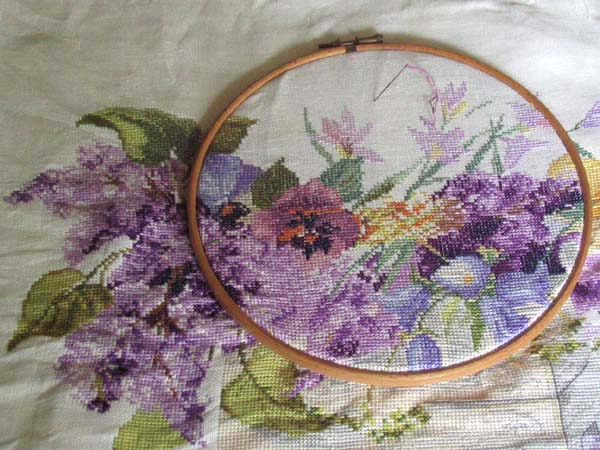
Borduurwerk in een borduurring

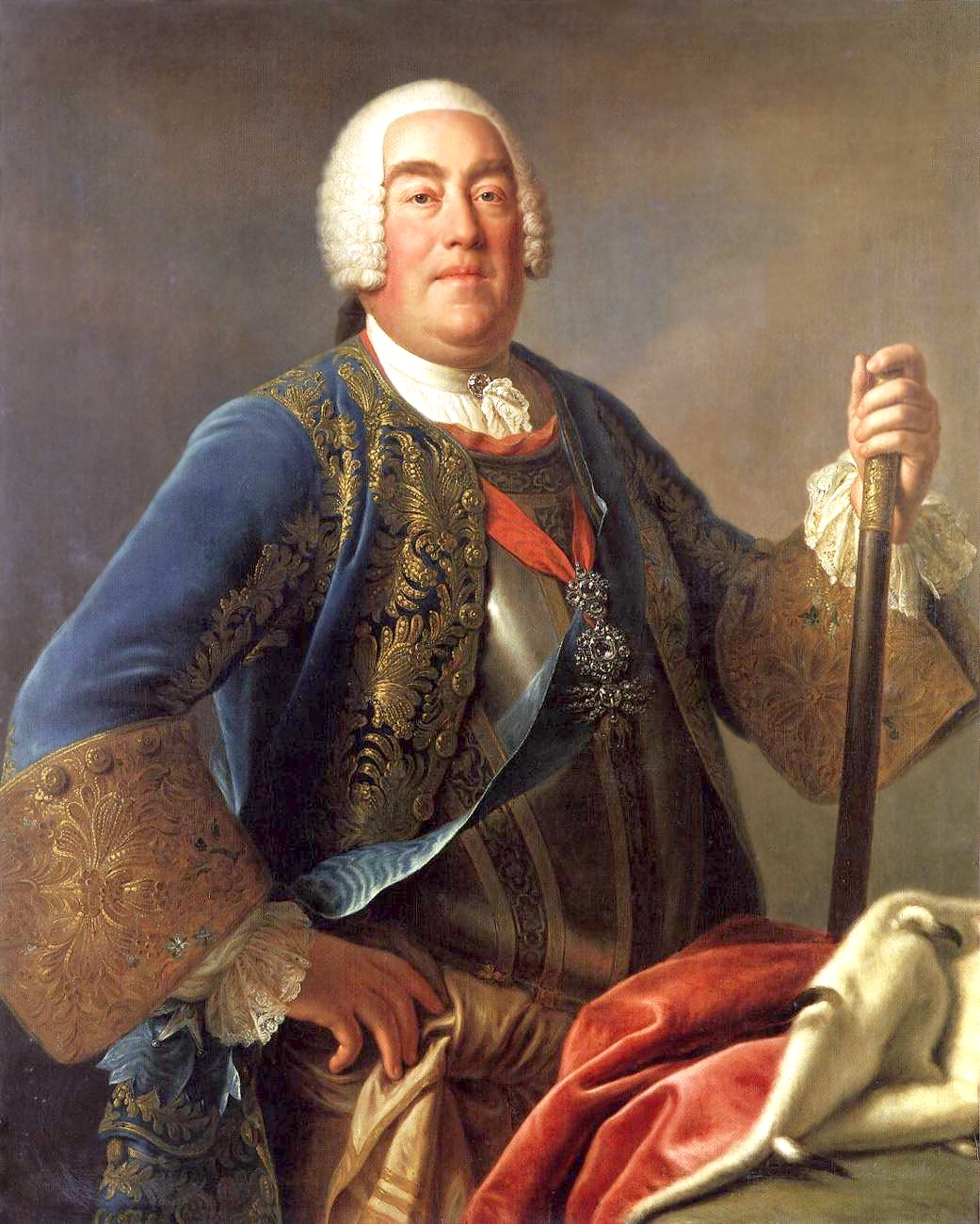
18de-eeuws goudborduurwerk

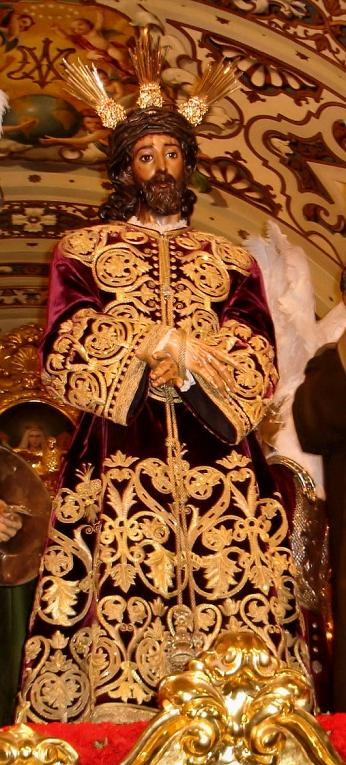
Spaans goudborduurwerk

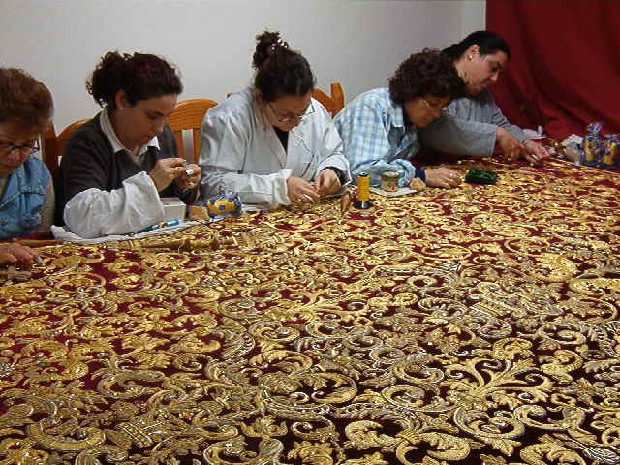
Mantels worden met gouddraad geborduurd

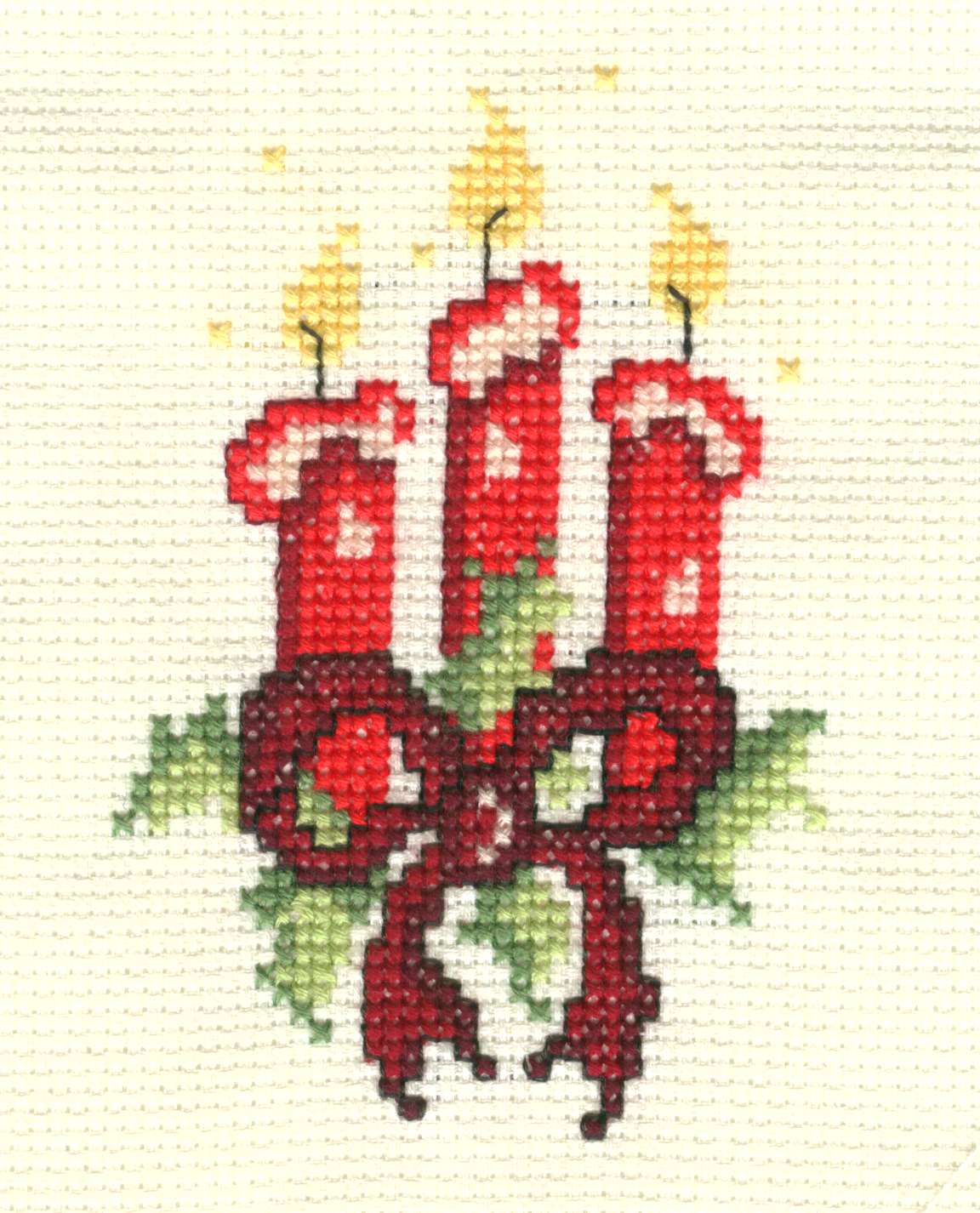
Kerstborduurwerk in kruissteek

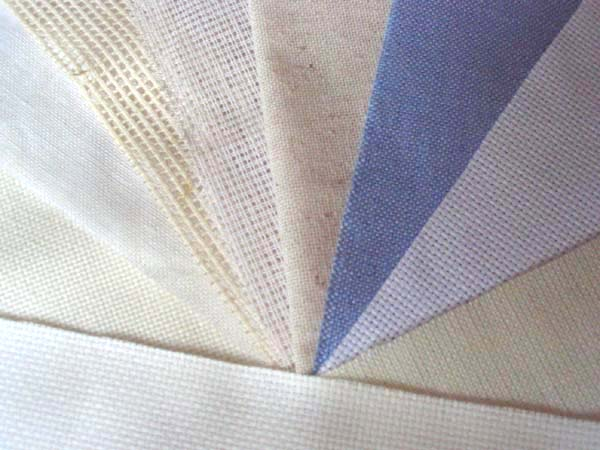
Diverse soorten borduurstoffen

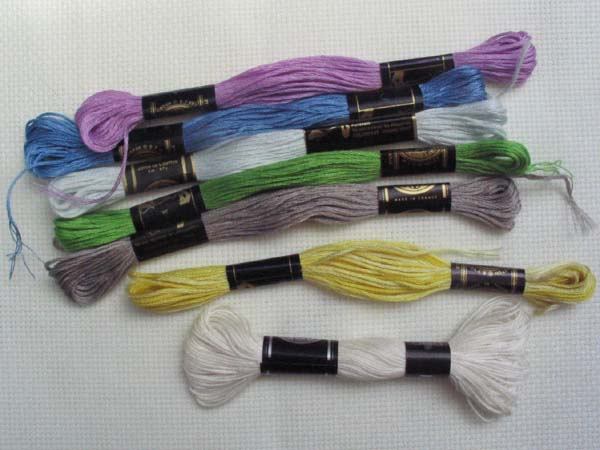
Splijtgaren en borduurkatoen

Borduren is het maken van versieringen met naald en garen op textiel, leer of andere ondergronden. Het is een kunst die al bestaat sinds de mensheid stoffen gebruikt. Over de hele wereld wordt naar schatting vanaf 3000 v.Chr. borduursels aangebracht op weefsels.

## Geschiedenis
Overblijfselen van vroeg borduurwerk uit Oost-Azië dateren uit de Periode van de Strijdende Staten, 5e eeuw tot 3e eeuw voor Christus.
In Europa werd gedurende de Middeleeuwen kleding geborduurd voor gebruik in een kerkelijke omgeving.  Dit gebeurde meestal met een zijden draad op een zijden of linnen ondergrond. Een groot aantal van deze paramenten is bewaard gebleven, zowel in musea als in een aantal kerken. Kerken zijn een belangrijke opdrachtgever gebleven. Zo worden in Spanje nog steeds op de oude manier mantels geborduurd voor processiebeelden uit de semana santa. Ook kazuifels worden nog steeds met de hand geborduurd. Dit wordt deels nog door goudborduurders gedaan.
In de Middeleeuwen werd ook borduurwerk gemaakt dat gebruikt werd in een burgerlijke omgeving. Een beperkt aantal van deze borduurwerken, waaronder bijvoorbeeld aalmoestasjes, is bewaard gebleven. De zijdeproductie die in de 15e eeuw in Italië opkwam, heeft de productie van luxe geborduurde goederen in het noordelijke deel van Europa aanzienlijk doen toenemen. De motieven die op de verschillende voorwerpen werden aangebracht waren vaak gecompliceerd en voorzien van veel details.
Tijdens de Renaissance, de laatmiddeleeuwse culturele beweging die in de veertiende eeuw in Italië  begon, werd de techniek van het borduren steeds meer toegepast voor wereldse doeleinden. Keizerlijke en koninklijke families en overigen die tot de adelstand behoorden, droegen rijkversierde kleding. Ook werden stukken stof naar het Oosten gestuurd om geborduurd te worden. China is nog steeds internationaal geroemd om het zeer fijne borduurwerk.
In de zeventiende eeuw werd het bekleden van meubilair met borduurwerk populair. Door de handel met het Verre Oosten kwamen typisch oosterse motieven, zoals exotische vogels en bloemen, ook naar Europa. 
Rond 1850 werd de borduurmachine uitgevonden. Dit betekende het einde van de glorietijd van het handmatig borduren. Veel oude stoffen werden in reliëf geborduurd om zo een duidelijk beeld te creëren. Dit was zeer zwaar werk, omdat onder het borduurwerk vulsels van karton, papier en wol zaten. Vaak werden deze motieven dan ook geborduurd door mannen met veel kracht. Tegenwoordig zijn er bedrijven die gespecialiseerd zijn in het borduren met behulp van een borduurmachine van logo's, namen enzovoort. 

## Soorten borduurwerk
De volgende soorten borduurwerk worden onderscheiden:
- op aftelbare stof; dit is het meest klassiek
- op stoffen met een ingeweven patroon
- vrij borduurwerk, waarbij alleen een bepaald ontwerp wordt gevolgd

## Borduurstijlen

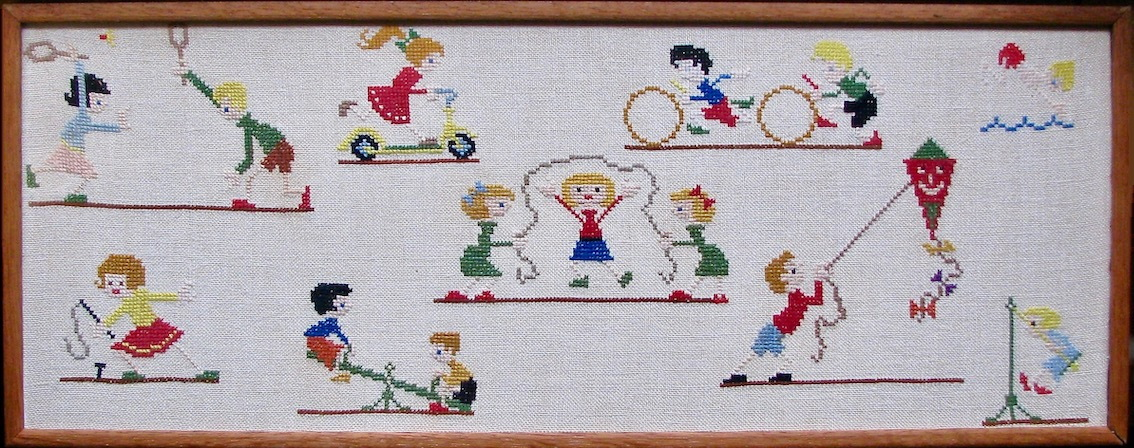
Borduurwerk met negen kinderspelen, gemaakt door 14-jarige (in 1960), opgezet met hulp van een medewerkster van Tesselschade Arbeid Adelt.

Over de hele wereld zijn verschillende borduurstijlen ontstaan. Dit had vooral te maken met het soort materiaal dat er op die plaats beschikbaar was. Zijdeborduurwerk is ontstaan in China, doordat daar als eerste de zijderups werd gekweekt. In de Noord-Europese landen werd vlas gekweekt, wat een sterke vezel heeft, waardoor het linnen geschikt is voor ajourwerk. Crewelborduren is door de bloeiende Britse wolhandel in Engeland ontstaan. Katoen groeit in een warmer klimaat, waardoor dat vooral werd gebruikt in Egypte, India en de zuidelijke staten van Noord-Amerika.
Door de handel kwamen er meer materialen beschikbaar, zodat er meer variaties kwamen in de borduurstijlen van de verschillende landen.

## Borduurstoffen
Vrijwel alle stoffen kunnen gebruikt worden om op te borduren. Welke stof er gebruikt wordt, hangt af van de techniek en de toepassing van het borduurwerk.
- Stramien is een grof weefsel dat geschikt is om op te borduren met wol. Stramien is vaak voorbedrukt.
- Linnen is een weefsel dat van vlas- of hennepgaren is gemaakt. De dikte van de draden kan verschillen. Kaaslinnen is losser geweven en heeft een dunnere draad. Linnen is geschikt voor het borduren van aftelbare patronen met splijtgaren.
- Aïda heeft een speciale weefbinding, waardoor er weefselbosjes ontstaan in plaats van weefseldraden. Het is een gemakkelijk aftelbare stof die geschikt is voor kruissteekborduurwerk met splijtgaren.
- Hardangerstof is fijner dan aïda en is dubbeldradig. Het is speciaal ontworpen voor de traditionele Noorse borduurtechniek Hardanger.

Alle borduurstoffen zijn in verschillende dichtheden te krijgen, hierbij is het aantal draden per centimeter verschillend. Borduurstoffen zijn in allerlei kleuren verkrijgbaar, maar vaak worden lichte kleuren gebruikt zoals wit, ivoor en crème.

## Borduurgarens
Wollen garens:
- Crewelwol is een sterk en fijn garen dat wordt gebruikt voor crewelborduren.
- Perzische wol is een garen van gemiddelde dikte. Het bestaat uit drie splijtbare draden. Het kan gebruikt worden voor gobelins en fijn borduurwerk.
- Tapisseriewol is een dik en mat garen dat bestaat uit vier splijtbare draden die stevig zijn getwijnd. Het wordt meestal als één draad gebruikt voor tapisserieën en gobelins.

Katoenen garens:
- Borduurkatoen heeft een stevige getwijnde draad met een mat uiterlijk. Het lijkt op wol en is geschikt voor zwaardere borduurstoffen.
- Perlé-garen (of koordzijde) is een glanzend, tweedraads garen dat een koordachtig uiterlijk heeft. Het kan niet gespleten worden en is in twee diktes verkrijgbaar. Perlé-garen wordt voornamelijk gebruikt voor Hardanger borduurwerk.
- Splijtgaren (of mouliné) is gemaakt van glanzend katoen. Een draad bestaat uit zes afzonderlijke draden die redelijk makkelijk van elkaar gescheiden (gespleten) kunnen worden. Borduren kan met één of meerdere draden, afhankelijk van de borduurstof.

Zijden garens:
- Borduurzijde

Overige materialen
- polyester, ook in combinatie met katoen
- viscose (rayon)

## Borduursteken
De volgende steken worden vaak gebruikt, afhankelijk van het borduurwerk:
- halve kruissteek of petit point
- kettingsteek
- kruissteek
- steelsteek
- stiksteek

## Benodigde gereedschap
Voor het borduren zijn de volgende gereedschappen nodig:
- borduurnaald
- borduurraam of -ring, meestal een ring om het borduurwerk strak in te kunnen spannen.
- borduurschaar, een scherpe schaar met korte messen

## Borduren op de naaimachine
In de jaren 1890 introduceerde het Amerikaanse naaimachinebedrijf Singer het borduren op de naaimachine in Europa. Singer hield in 1894 een grote tentoonstelling van zulk werk in Hamburg, in het Museum für Kunst und Gewerbe. Voor het borduren op de naaimachine werd een trapnaaimachine gebruikt (handslingernaaimachines waren niet geschikt, omdat de borduurster beide handen vrij moet hebben).
Bij aanschaf van een Singer-naaimachine werd een gratis cursus aangeboden. Singer had ook leraressen in dienst, die cursussen 'borduren op de naaimachine' gaven door het hele land. Het borduren op de naaimachine ging ongeveer vier keer zo snel als met de hand.
In 1898 werden er op de Nationale Tentoonstelling van Vrouwenarbeid werkstukken van Nederlandse borduursters tentoongesteld, onder meer van leerlingen van de Industrieschool voor Meisjes in Rotterdam, waar borduren op de naaimachine als vak werd aangeboden.
In 1901 was er een tentoonstelling in Groningen van borduurwerken vervaardigd op een Singer-naaimachine. Het ging om uitsluitend Nederlands werk - terwijl er vijf jaar daarvoor, in 1896, op een soortgelijke tentoonstelling in diezelfde zaal nog enkel Amerikaans werk kon worden tentoongesteld.

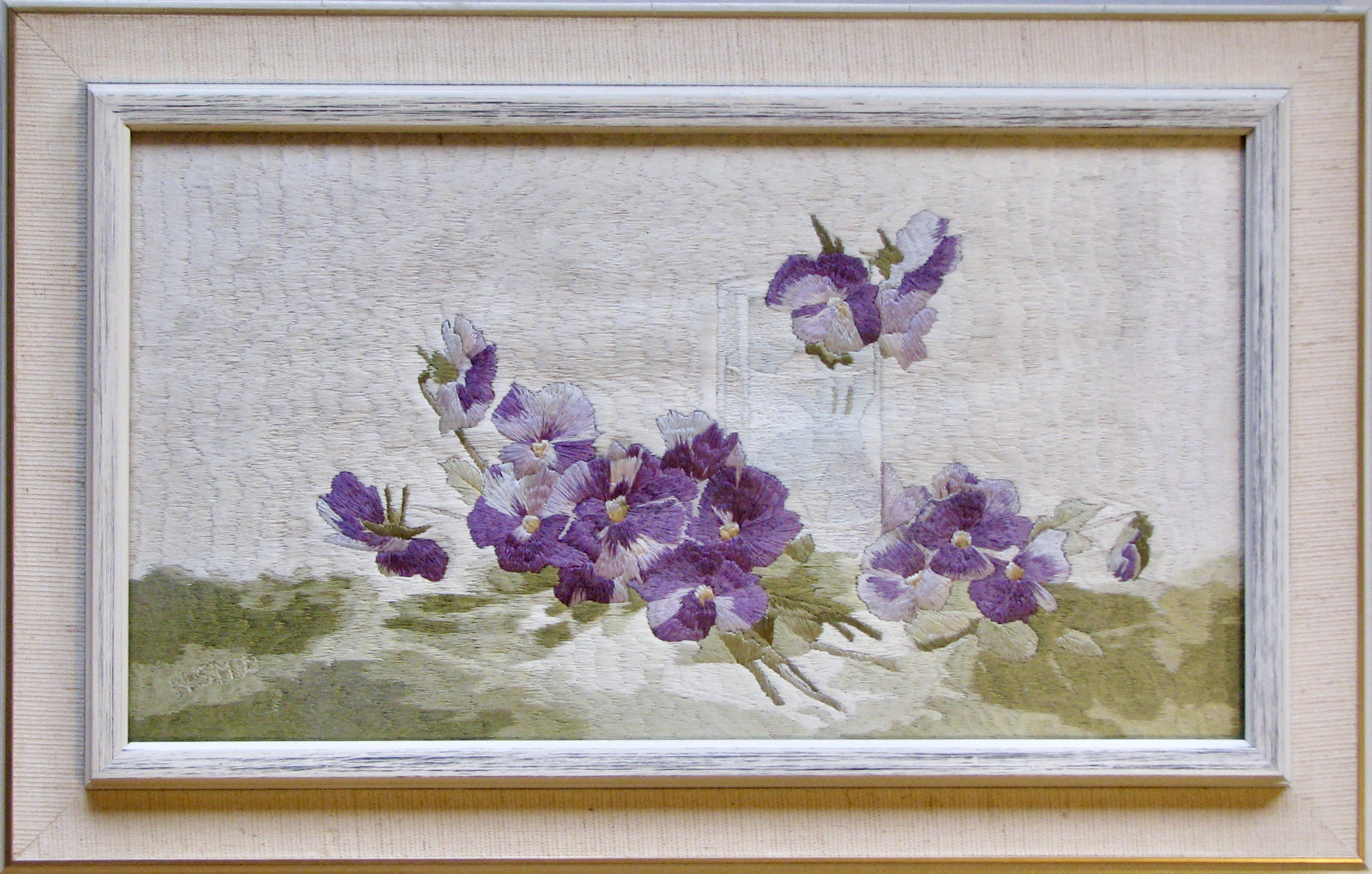
Borduurwerk gemaakt op de naaimachine door Nelina Gesina Elisabeth Smid (1879-1963). Nelina Smid was van ong. 1898 tot aan haar huwelijk in 1904 in dienst bij Singer in Groningen als lerares borduren op de naaimachine. Zij gaf les hierin door het land. Dit werk, paarse viooltjes bij een vaasje met water, is in de hoek linksonder gesigneerd (N. Smid).

## Toepassingen
Borduursel wordt zowel als wandversiering, versiering van kleding, waaronder kazuifels, vaandels, kussens en tafelkleden toegepast. Een bijzondere vorm van borduurwerk is de gobelin, die geheel in petit point wordt uitgevoerd.

## Galerij

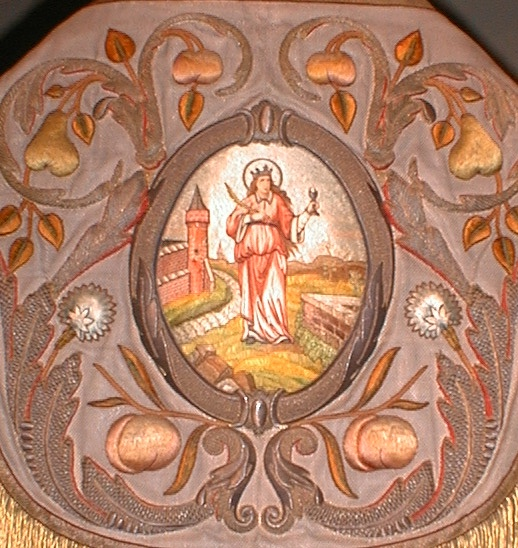
Detail koorkap, 18de eeuw
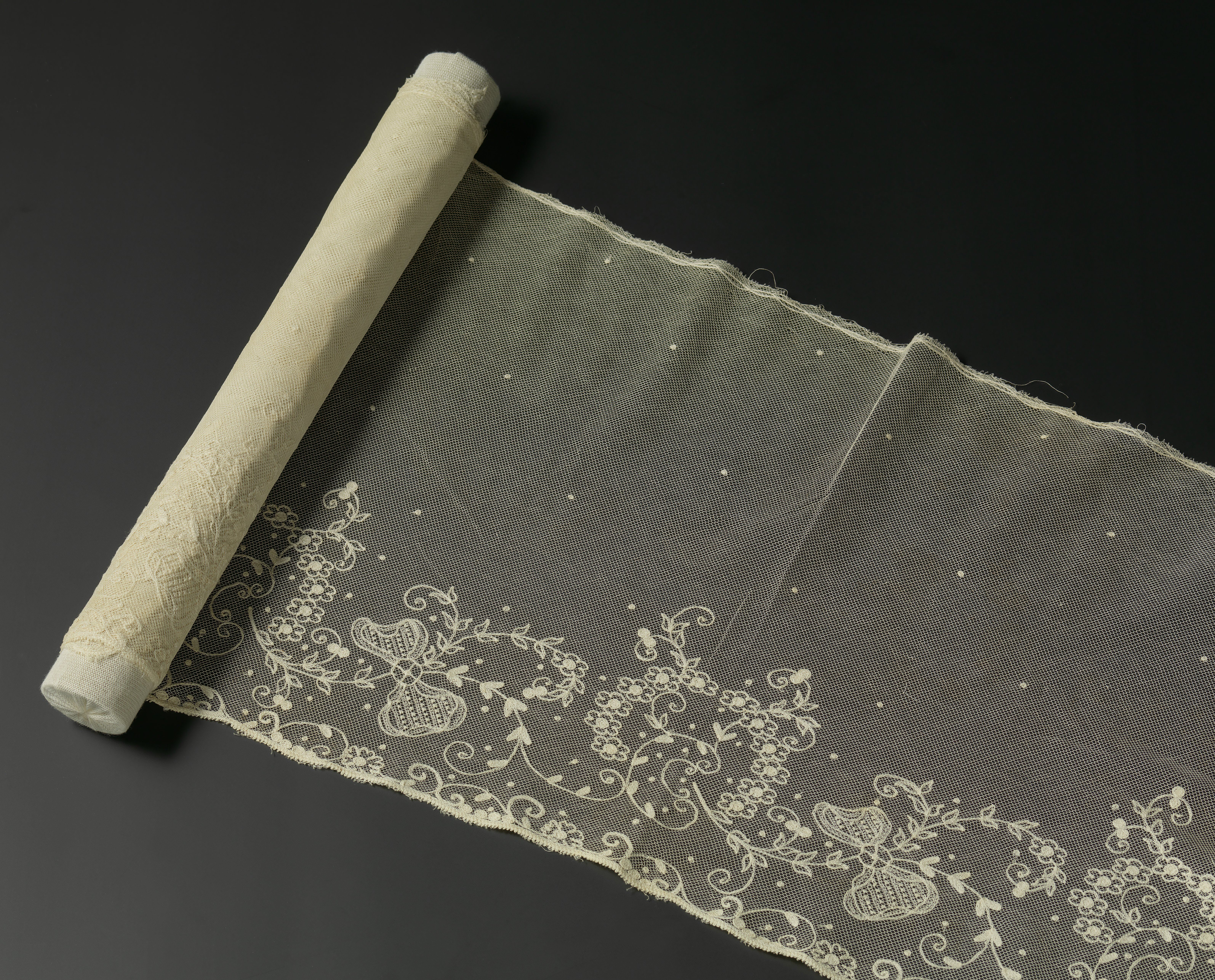
Lierse kant, wit borduurwerk op machinale tule
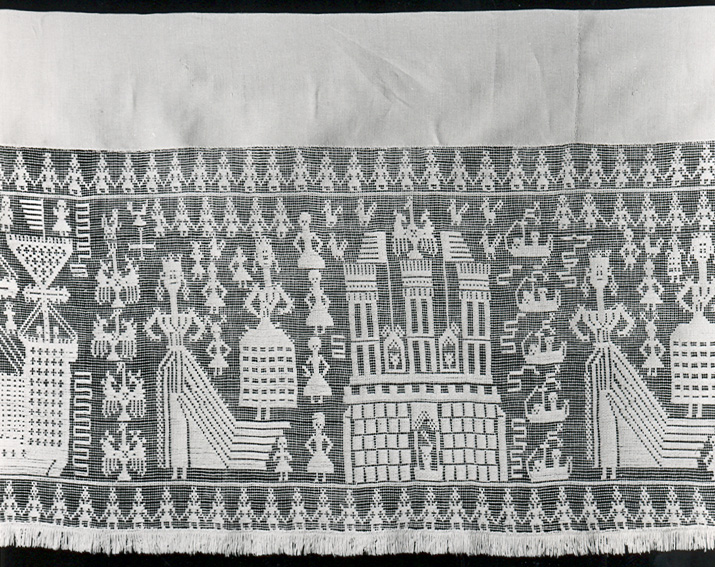
Strook met borduurwerk, 1ste helft 17de eeuw, in het Modemuseum van Antwerpen
Maleise vrouw borduurt met een raam, Singapore rond 1890